# Pseudorhysipolis angiclypealis
Pseudorhysipolis angiclypealis är en stekelart som beskrevs av Van Achterberg och Penteado-dias 2002. Pseudorhysipolis angiclypealis ingår i släktet Pseudorhysipolis och familjen bracksteklar. Inga underarter finns listade i Catalogue of Life.